# Беје
Беје (фр. Beillé) је насељено место у Француској у региону Лоара, у департману Сарт.
По подацима из 2011. године у општини је живело 519 становника, а густина насељености је износила 64,88 становника/km².

## Демографија
| 1962. | 1968. | 1975. | 1982. | 1990. | 2011. |
| ----- | ----- | ----- | ----- | ----- | ----- |
| 536   | 440   | 376   | 327   | 344   | 519   |